# Fidenza (stacja kolejowa)
Fidenza (włoski: Stazione di Fidenza) – stacja kolejowa w Fidenza, w prowincji Parma, w regionie Emilia-Romania, we Włoszech. Znajduje się na linii Mediolan-Bolonia oraz na liniach Pontremolese, Cremona – Fidenza i Fidenza – Salsomaggiore Terme.
Obecny budynek pasażerski został zbudowany w latach dwudziestych według projektu inżyniera Enzo Bianchi.
Stacja posiada sześć torów w ruchu pasażerskim.